# Igor Bojović
Igor Bojović (Nikšić, 27. maj 1969 — Beograd, 2. februar 2025) bio je srpski dramski pisac, dramaturg i scenarista. Bivši je upravnik Pozorišta „Boško Buha” u Beogradu. Punih 18 godina bio je direktor i umetnički direktor Pozorišta lutaka „Pinokio”, a pre toga i direktor drame i dramaturg Crnogorskog narodnog pozorišta u Podgorici.

## Biografija
Rođen 27. maja 1969. godine u Nikšiću. 1995. godine završio je dramaturgiju na Fakultetu dramskih umetnosti u Beogradu kao student generacije Univerziteta umetnosti. 1997. godine pohađao je Internacionalnu školu dramaturgije pri Kraljevskom dvorskom pozorištu u Londonu (Royal Court Theatre).
Autor je većeg broja dramskih tekstova, ali pre svega važi za jednog od najplodnijih i najistaknutijih domaćih dramskih pisaca za decu. Drame su mu izvedene na skoro svim scenama u zemlji i prevedene na francuski, bugarski, makedonski, italijanski, engleski, ruski i turski jezik.
Dobitnik je Sterijine nagrade za dramske tekstove „Mačor u čizmama” (Pozorište „Boško Buha”, Beograd, 1995) i „Izvanjac” (Crnogorsko narodno pozorište, Podgorica, 1996)
Dramu „Divče” (Happy End) u prevodu Mirel Roban, objavila je izdavačka kuća Antoine - Vitez u ediciji L`espace d`un instant u Parizu, 2005. 
Dramski tekst za decu „Crvenkapa” uvršten je u školski program za četvrti razred osnovne škole i objavljen je u čitanci za IV razred, Izdavač: Zavod za udžbenike i nastavna sredstva, Beograd, 2005. 
Dramski tekstovi „Izvanjac” i „Ženidba kralja Vukašina” su u obaveznoj lektiri za osmi i deveti razred u Crnoj Gori.
2004. godine dobio je Zmajevu nagradu za ukupan doprinos dramskom stvaralaštvu za decu. Dugogodišnji je predsednik srpskog ogranka UNIMA, najznačajnije svetske lutkarske organizacije.
Bio je direktor Drame i dramaturg Crnogorskog narodnog pozorišta u Podgorici, a od 1998. do 2012. godine bio je upravnik Pozorišta lutaka „Pinokio” u Zemunu. Od 2012. do 2014. bio je umetnički direktor, a od 2014. do 2016, ponovo je bio direktor istog pozorišta. Od tada je direktor Pozorišta Boško Buha u Beogradu.
Umro je 2. feburara 2025. godine nakon duge bolesti.

## Članstvo u stručnim organizacijama i žirijima
- Član Predsedništva Udruženja dramskih pisaca Srbije i član Udruženja dramskih umetnika Srbije;
- Član žirija Sterijinog pozorja, BITEF-a, Međunarodnog festivala za decu Subotica, Međunarodnog festivala za decu «Zlatna iskra» Kragujevac, Međunarodnog festivala pozorišta za decu i mlade Lomža (Poljska) *dve godine član žirija za najbolje glumačko ostvarenje Udruženja dramskih umetnika Srbije «Miloš Žutić»,
- Član žirija za dramski tekst na konkursu Sterijinog pozorja i mnogih drugih konkursa
- Selektor 58. i 59. Sterijinog pozorja,
- Pet godina bio je selektor festivala TIBA u Beogradu,
- Predsednik UNIMA centra Srbije već 11 godina . Sedište ove najznačajnije svetske lutkarske organizacije je u Šarlevilu (Francuska), a organizacije za Srbiju u Pozorištu lutaka «Pinokio».

## Nagrade
- Sterijina nagrada za komediju tekst „Mačor u čizmama“, Pozorište «Boško Buha», 1995.
- Sterijina nagrada za savremeni dramski tekst, za dramu „Izvanjac“, Crnogorsko narodno pozorište Podgorica, 1996.
- Nagrada „Isak Samokovlija“ za dramu „Lavirint“, 1985.
- Nagrada Narodnog pozorišta u Beogradu za dramu „Izvanjac“, 1993.
- Nagrada „Branislav Nušić“ za dramu „Drugo rođenje Jovanovo“ (Izvanjac), 1993.
- Nagrada za najbolji dramski tekst na kotorskom Festivalu pozorišta za djecu za dramu „Ženidba kralja Vukašina“, 1998.
- Nagrada „Josip Kolundžić“ Fakulteta dramskih umetnosti u Beogradu, za dramu „Izvanjac“, 1993.
- Nagrada „Božidar Valtrović“ za dramu „Baš Čelik“, 1993.
- Nagrada „Dragiša Kašiković“ za dramu „Divče“, 1995.
- Druga nagrada za filmski scenario „Nož“ na Festivalu filmskog scenarija u Vrnjačkoj banji, 1999.
- Nagrada za najbolju adaptaciju - za scenario filma „Nož“ od Udruženja ruskih pisaca na Festivalu „Zlatni vitez“ u Moskvi.
- Zmajeva nagrada za ukupan doprinos dramskom stvaralaštvu za decu, Novi Sad, 2004.
- Nagrada za životno delo Mali princ na 17. Međunarodnom festivalu pozorišta za decu u Subotici, 2010.
- Nagrada za najbolji tekst za predstavu „Carev slavuj“ na 42. Susretima profesionalnih pozorišta lutaka Srbije, Novi Sad, 2011.
- Nagrada za najbolji tekst za predstavu ”Ružno pače» na 44. Susretima lutkarskih pozorišta, Kragujevac 2013.
- Šest puta za redom dobio je nagradu za najbolji tekst za lutkarsko pozorište na Susretima lutkarskih pozorišta Srbije.

## Dela

### Pozorišni komadi
- „Izvanjac“
- „Happy End“
- „Ženidba kralja Vukašina“
- „Bajka o caru i slavuju“
- „Baš Čelik“
- „Petar Pan“
- „Mačor u čizmama“
- „Šargor“
- „Crvenkapa“
- „Pepeljuga“
- „Baš Čelik“
- „Mrtva priroda“
- „Bosanski lonac u Parizu“

### TV serije
- „Snovi od šper-ploče“, režija: Pavle Rašković, TV Pink, 1995.
- „Dobro veče, deco“, režija: Dejan Ćorković, RTS, 1996.
- „Ulica dobre volje“, režija: Danilo Vukotić, Dečji kanal „Bonart“, 2000.
- „Čudilo se čudilo“, RTS, animirana TV serija za decu

### Filmovi
- "Nož", po romanu Vuka Draškovića, režija Miroslav Lekić, 1999.
- „Rat uživo“, režija: Darko Bajić, 2000.
- „Lavirint“, režija: Miroslav Lekić, 2002.